# Semeniwka (rejon białogrodzki)
Semeniwka (ukr. Семенівка) – wieś na Ukrainie, w obwodzie odeskim, w rejonie białogrodzkim, w hromadzie Starokozacze. W 2001 liczyła 588 mieszkańców.